# Marilyn Chambers
Marilyn Chambers (eredeti nevén Marilyn Ann Briggs, elhunytakor viselt férjezett nevén Mary Ann Taylor) (Providence, Rhode Island, 1952. április 22. – Santa Clarita, Kalifornia, 2009. április 12.) amerikai pornószínésznő, fotómodell, sztriptíz-táncosnő, színésznő, alkalmilag énekesnő, amatőr politikus. 
Az 1970-es évek elején vált ismertté a Behind the Green Door című hardcore pornófilm főszerepével. A hardcore pornófilmezés korai korszakának egyik leghíresebb szereplőjévé vált. 1975–86 között Chuck Traynorral, Linda Lovelace korábbi férjével élt házasságban. 2004–ben és 2008-ban kisebb helyi pártokat képviselve indult az Amerikai Egyesült Államok alelnöke-jelöltségéért.

## Származása, pályakezdése
Marilyn Ann Briggs néven született a Rhode Island állambeli Providence-ben, középosztálybeli szülők gyermekeként.
Gyermekéveit a connecticuti Westportban töltötte.
Anyja ápolónő volt, apja a reklámiparban dolgozott. Két idősebb testvére volt, Martin Briggs és Jann Smith.
Az általános iskola elvégzése után a Long Lots Junior High School-ban, majd a westporti Staples High Schoolban tanult.
Mindenáron fotómodell akart lenni, bár apja, ismerve a szakmában folyó gyilkos versenyt, óvta ettől. A 16 éves Marilyn – anyja aláírását hamisítva – szülői kikérőket gyártott, ezekkel tanítási időben elhagyhatta az iskolát, és megjelenhetett fotómodell-interjúkon. Még középiskolás korában szerzett néhány modellszerződést.
Az ő arca került a Procter & Gamble cég Ivory Snow nevű pipereszappanának csomagolására, mint kis gyermekét tartó, mosolygó ifjú anya. A reklámszöveg a szappant „99,44% tisztaságúnak” (99 & 44/100% pure) hirdette. A közkedvelt terméken látható arc, az „Ivory szappanlány” (Ivory Soap Girl) szerte az Államokban ismertté vált, bár az archoz tartozó személy ekkor még névtelen és ismeretlen volt.
1970-ben egy aprócska filmszerepet kapott Herbert Ross „A bagoly és a cicababa” (The Owl and the Pussycat) c. játékfilmjében, ahol Barbra Streisand, George Segal és Robert Klein mellett játszott. (Evelyn Lang álnéven szerepelt, ő volt a Robert Klein által alakított Barney leánya).

## Pornószínésznői pályafutása
A keleti parton mutatkozó lehetőségeket kevesellte, ezért a kaliforniai Los Angelesbe költözött. 1971-ben Sean S. Cunningham író és rendező főszerepet adott neki a kis költségvetéssel készült Together című erotikus filmjében, Marilyn itt szerepelt először meztelenül, ekkor már a Marilyn Chambers művésznevet használta. Los Angelesből San Franciscóba költözött, itt az éjszakai szórakoztatóiparban dolgozott, topless modellként és meztelen táncosnőként.
1972-ben Marilyn is jelentkezett a Mitchell Brothers stúdió hirdetésére, ahol erotikus filmhez kerestek szereplőket. A válogatáson tudta meg, hogy a Behind the Green Door című pornófilmben kell szerepelni, ekkor majdnem hazament. A rendező testvérpár, Artie és Jim Mitchell felfedezte, hogy a „talpig szőke” Marilyn erősen hasonlít Cybill Shepherdhez, aki ekkoriban szerzett nevet „Az utolsó mozielőadás” (The Last Picture Show) című játékfilm főszereplőjeként. Marilyn elfogadta a felkínált szerződést, és megcsinálta első pornográf filmfőszerepét.
A forgatás végén Marilyn tudatta a rendezőkkel, hogy ő az „Ivory Snow Girl”. A Mitchell fivérek kihasználták reklámarcának ismertségét, és saját filmjükre adaptálták az Ivory Snow szappan reklámszövegét. A főszereplő Marilyn Chamberst „99,44%-os tisztaságú leányként” (99 and 44/100% pure girl) reklámozták. A Behind the Green Door hatalmas kasszasiker lett, 60 000 dollárba került, és 25 millió dollárt hozott.
Az addig jóformán ismeretlen Marilyn Chambers, aki nyúlánk, sportos testével, természetes, laza stílusával a „vagány szőke csaj” imázsát testesítette meg, egy csapásra ünnepelt pornósztárrá vált.
A hirdetők között viszont kitört a botrány. A Procter & Gamble cég, amikor értesült Marilyn kettős életéről, azonnal felmondta a vele kötött szerződést, és levette képét a termékeiről, annak ellenére, hogy Marilyn szerint a film sikere a szappan eladását is megnövelné.
Botrányosan hangzott, hogy egy hardcore pornófilmet éppen egy családi szappan dobozán mosolygó szende „anyuka” közismertsége segíti a hírnévhez. Amikor ez a sztori megjelent a sajtóban, a Behind the Green Door nézőinek száma még jobban szaporodott.
A tapasztalatot hasznosítva Marilyn Chambers csaknem valamennyi későbbi pornófilmjében már tudatosan, jól láthatóan feltűnik az Ivory Snow szappanreklám képe, Marilyn arcképével. A rövid „cameo-megjelenés” mögött jól felfogott reklámérdek állt.
A Behind the Green Door-ban Marilyn Chambersnek, a főszereplőnek, szokatlan módon nincsen szövege. Egy népes leszbikus csoportszex után Marilyn egy feketebőrű ökölvívóval, Johnny Keyesszel mutatott be közös szexjelenetet. Ez volt az első egész estés amerikai hardcore pornográf mozifilm, amely „fajtaközi” (interracial) szexjelenetet mutatott.
1972-ben fehér nő és fekete férfi nemi kapcsolata még abszolút tabunak számított. Meghökkentette a pornóiparosokat és a nézőket is.
A pornófilm sikerének farvizén Marilyn énekesnőként is próbálkozott. 1976-ban kiadott egy kislemezt, amelyen a „Benihana” című korabeli diszkóslágert adta elő, amellyel kis időre a helyi toplistára is felkerült.
1977-ben Marilyn Chambers megkapta David Cronenberg kanadai filmrendező (* 1943) kis költségvetéssel készült Rabid című erotikus thrillerjének főszerepét. Ő volt Rose, a vámpír.
1980-ban  főszerepet játszott Stu Segall Insatiable című pornófilmjében, John Holmes, Jessie St. James, Serena és John Leslie partnereként. A film hatalmas sikert aratott, 1982–85 között ez volt a legnagyobb példányszámban eladott pornó-videófilm az Egyesült Államokban. Veronica Hart 1999-ben megrendezte ennek folytatását, a Still Insatiable című pornó-videófilmet, amelyben (önmagán kívül) szerepeltette veterán kollégáit: Georgina Spelvint, Marilyn Chamberst és Ron Jeremyt, bár a film igazi sztárjai már a huszonévesek voltak (Kylie Ireland, Juli Ashton, Stacy Valentine).
Aktív pályafutása alatt Marilyn mindvégig remélte, hogy egyszer bejuthat a hollywoodi mainstream filmiparba is, de a két szféra között akkoriban áthatolhatatlan falak húzódtak. Egy 2004-es interjúban azt tanácsolta olvasóinak, keressenek „rendes munkát”, kerüljék a pornószínésznői pályát, mert az kiöli az érzelmeket, és lelkileg üressé tesz.

## Házassága(i)
Marilyn a pornófilmes miliőben ismerkedett meg Chuck Traynor (1937–2002) pornószínésszel és filmrendezővel, aki Linda Lovelace-nek, a Mély torok (Deep Throat) c. pornófilm főszereplőkének első férje és menedzsere volt. 1974-ben Linda elvált Traynortól, annak brutális bántalmazásaira hivatkozva. A válás kimondása után szinte azonnal, 1974 decemberében Traynor feleségül kérte Marilyn Chamberst, aki annak ellenére hozzáment, hogy a volt tengerészgyalogos és bordélyos maga sem tagadta, hogy „odasóz asszonyának, ha az visszabeszél.” Marilyn pornószínésznői pályáját egy évtizeden át Traynor menedzselte.
1985-ben elváltak. Traynor még abban az évben újra megnősült, harmadik felesége a kor ünnepelt sztárja, Crissa „Bo” Bozlee táncosnő és fotómodell lett. Marilyn Chambers 1985 utáni kapcsolatai nem ismertek. 1992-ben született egy leánya, McKenna Marie Taylor, aki egy közzé nem tett férj (élettárs) vezetéknevét viseli.

## Független filmstúdiókban
A negyedik X felé közeledve Chambers a független filmstúdiók felé fordult, több pornó- és erotikus filmet forgatott velük is. Nyilatkozata szerint itt nemcsak a fiatalokat és karcsúakat becsülik meg, nyugodtabb a munka, kisebb a teljesítménykényszer.
Ilyen stúdiókban készültek a Bikini Bistro, (1995), az Angel of H.E.A.T (1983) és a  Party Incorporated (más címen Party Girls, 1989), e kettőben Mary Woronov partnereként, és a Breakfast in Bed (1990).
2000-ben Emilio Estevez rendezésében elkészült a Rated X című kábeltelevíziós életrajzi játékfilm, amely Marilyn sztriptíz-táncosnői korszakát, és a Mitchell Brothers-nél töltött filmes éveit dolgozta fel. A Mitchell fivéreket Charlie Sheen és Emilio Estevez alakította, az ifjú Marilyn Chambers szerepét Tracy Hutson színésznő játszotta.
Független stúdióban készült a Frank D’Agostino által rendezett, 2008-ban bemutatott Solitaire is, az utolsó film, amelyben Marilyn személyesen szerepelt.
2009-ben Greg Blatman Porndogs: The Adventures of Sadie, c. vígjátékában állatokat szerepeltetett. Marilyn csak hangját kölcsönözte a főszereplő labrador retrievernek. A többi szinkronhangot is ismert pornószínészek adták, így Ron Jeremy, Tera Patrick és mások. A film utómunkálatai már Marilyn Chambers halála után készültek el.

## Politikusi próbálkozásai
A 2004-es amerikai elnökválasztáson Marilyn Chambers egy kis libertariánus párt, a Personal Choice Party listáján hivatalos jelöltként indult az Egyesült Államok alelnöki tisztségéért. Összesen 946 szavazatot kapott.
A 2008-as amerikai elnökválasztáson ismét elindult, ezúttal a Boston Tea Party nevű párt jelöltjeként Arkansas, Hawaii, Louisiana, Nevada, Új-Mexikó, Oklahoma, Dél-Karolina, Dél-Dakota és Utah államokban.

## Halála
2009. április 12-én Marilyn Chambers 17 éves leánya, McKenna Marie Taylor holtan találta anyját otthonában, egy lakókocsiban, a kaliforniai Santa Clarita közelében. 
A rendőrség közlése szerint a nála talált személyi okmányok Marilyn Ann Taylor névre szóltak, amely arra utal, hogy (korábban) házasságban élhetett.
A vizsgálat szerint agyvérzésben hunyt el. Az alapbetegségei miatt szedett fájdalomcsillapító (hidrokodon) és antidepresszánsok nyomát kimutatták a véráramban, de csak rendeltetésszerű mennyiségben. Öngyilkosság és idegenkezűség lehetőségét kizárták.
Hamvait a kaliforniai Ventura közelében a Csendes-óceánba szórták. Az Associated Press jelentése szerint leánya, McKenna Marie Taylor, testvérei, Jann Smith és Bill Briggs, és néhány rokon kísérte utolsó útjára.

## Testi adatai (fénykorában)
- Testmagassága 170 cm (5 láb 7 "). Testsúlya 63 kg (140 font). Testméretei: 89C-66-89 cm (35C-26-35 "). Fehérbőrű, szeme kék, haja szőke.

## Díjai
- Az XRCO dicsőségtáblája (XRCO Hall of Fame)[47]
- 1985 : XRCO díja a legjobb perverz jelenetért (Best Kinky Scene) – Insatiable II, 1984, Jamie Gillis-szel)[48]
- 2005 : FOXE díja – Életművéért (Lifetime Achievement)
- 2008 : XBIZ díja – Női közreműködői életművéért (Lifetime Achievement for a Female Performer)[49]

## Filmjei
| - 1972 : Behind the Green Door - 1973 : Resurrection of Eve - 1977 : Rabid (más címen Rage) - 1979 : Never a Tender Moment (rövid verzió) - 1979 : Beyond De Sade (rövid verzió) - 1980 : Insatiable - 1982 : Night on the Town - 1982 : Electric Blue the Movie - 1983 : Angel of H.E.A.T. - 1983 : Up’n’Coming - 1984 : Insatiable II - 1984 : My Therapist - 1989 : Party Girls (videófilm, más címen Party Incorporated) - 1990 : Breakfast in Bed | - 1990 : The Marilyn Diaries - 1994 : All My Best (videó-válogatás) - 1994 : Bedtime Fantasies (videófilm) - 1994 : New York Nights - 1995 : Fantasies I (videófilm) - 1995 : Bikini Bistro - 1995 : Lusty Busty Fantasies (videófilm) - 1997 : Desire (videófilm) - 1997 : Incredible Edible Fantasies (videófilm) - 1999 : Still Insatiable (videófilm) - 1999 : Sextrospective - 2000 : Dark Chambers (videófilm) - 2001 : Edge Play (videófilm) - 2001 : Little Shop of Erotica - 2002 : Naked Fairy Tales (TV-film) - 2006 : Nantucket Housewives (videófilm) | - 1970 : A bagoly és a cicababa (The Owl and the Pussycat) (vígjáték) - 1971 : Together (erotikus) - 2007 : Stash (vígjáték) - 2008 : Solitaire (játékfilm) - 2009 : Porndogs – The Adventures of Sadie (animált állatszerepő szinkronhangja) |